# Interlands Kaapverdisch voetbalelftal 2020-2029
Deze pagina toont een chronologisch en gedetailleerd overzicht van de interlands die het Kaapverdisch voetbalelftal speelt en heeft gespeeld in de periode 2020 – 2029.

## Interlands

### 2020
|                                                                  |                         |       |                                |                                                                                              |
| 7 oktober Vriendschappelijk «onderlinge duels» 20:45 uur (UTC+2) | Andorra                 | 1 – 2 | Kaapverdië                     | Estadi Nacional, Andorra la Vella Toeschouwers: 0 Scheidsrechter: José Munuera Montero (ESP) |
| 7 oktober Vriendschappelijk «onderlinge duels» 20:45 uur (UTC+2) | Carlos Ponck 17' (e.d.) |       | 8' Ryan Mendes 54' Ryan Mendes | Estadi Nacional, Andorra la Vella Toeschouwers: 0 Scheidsrechter: José Munuera Montero (ESP) |

|                                                                   |                     |       |                                 |                                                                                |
| 10 oktober Vriendschappelijk «onderlinge duels» 15:00 uur (UTC+1) | Kaapverdië          | 1 – 2 | Guinee                          | Estádio Municipal de Albufeira, Albufeira Toeschouwers: 0 Scheidsrechter: onb. |
| 10 oktober Vriendschappelijk «onderlinge duels» 15:00 uur (UTC+1) | Lisandro Semedo 39' |       | 46' Sory Kaba 66' Yadi Bangoura | Estádio Municipal de Albufeira, Albufeira Toeschouwers: 0 Scheidsrechter: onb. |

|                                                                               |            |       |        |                                                                                   |
| 12 november AK 2021 kwalificatie Groep F «onderlinge duels» 15:00 uur (UTC−1) | Kaapverdië | 0 – 0 | Rwanda | Estádio Nacional de Cabo Verde, Praia Scheidsrechter: Daniel Nii Ayi Laryea (GHA) |
| 12 november AK 2021 kwalificatie Groep F «onderlinge duels» 15:00 uur (UTC−1) |            |       |        | Estádio Nacional de Cabo Verde, Praia Scheidsrechter: Daniel Nii Ayi Laryea (GHA) |

|                                                                               |        |       |            |                                                                       |
| 17 november AK 2021 kwalificatie Groep F «onderlinge duels» 15:00 uur (UTC+2) | Rwanda | 0 – 0 | Kaapverdië | Nyamirambostadion, Kigali Scheidsrechter: Andofetra Rakotojaona (MAD) |
| 17 november AK 2021 kwalificatie Groep F «onderlinge duels» 15:00 uur (UTC+2) |        |       |            | Nyamirambostadion, Kigali Scheidsrechter: Andofetra Rakotojaona (MAD) |

### 2021
|                                                                            |                                                   |       |                  |                                                                              |
| 26 maart AK 2021 kwalificatie Groep F «onderlinge duels» 15:00 uur (UTC−1) | Kaapverdië                                        | 3 – 1 | Kameroen         | Estádio Nacional de Cabo Verde, Praia Scheidsrechter: Lahlou Benbraham (ALG) |
| 26 maart AK 2021 kwalificatie Groep F «onderlinge duels» 15:00 uur (UTC−1) | Kuca 25' Macky Bagnack 59' (e.d.) Ryan Mendes 69' |       | 14' Pierre Kunde | Estádio Nacional de Cabo Verde, Praia Scheidsrechter: Lahlou Benbraham (ALG) |

|                                                                            |            |                          |            |                                                                  |
| 30 maart AK 2021 kwalificatie Groep F «onderlinge duels» 21:00 uur (UTC+2) | Mozambique | 0 – 1                    | Kaapverdië | Estádio do Zimpeto, Maputo Scheidsrechter: Messie Nkounkou (COD) |
| 30 maart AK 2021 kwalificatie Groep F «onderlinge duels» 21:00 uur (UTC+2) |            | 58' (e.d.) Faisal Bangal |            | Estádio do Zimpeto, Maputo Scheidsrechter: Messie Nkounkou (COD) |

|                                                             |                                         |       |            |                                                          |
| 8 juni Vriendschappelijk «onderlinge duels» 19:00 uur (UTC) | Senegal                                 | 2 – 0 | Kaapverdië | Stade Lat-Dior, Thiès Scheidsrechter: Maudo Jallow (GAM) |
| 8 juni Vriendschappelijk «onderlinge duels» 19:00 uur (UTC) | Idrissa Gueye 55' Sadio Mané 86' (pen.) |       |            | Stade Lat-Dior, Thiès Scheidsrechter: Maudo Jallow (GAM) |

|                                                                               |                     |       |                   |                                                                                                 |
| 1 september WK 2022 kwalificatie Groep C «onderlinge duels» 14:00 uur (UTC+1) | Centr.-Afrik. Rep.  | 1 – 1 | Kaapverdië        | Stade de la Réunification, Douala (Kameroen) Toeschouwers: 0 Scheidsrechter: Peter Waweru (KEN) |
| 1 september WK 2022 kwalificatie Groep C «onderlinge duels» 14:00 uur (UTC+1) | Tresór Toropité 53' |       | 36' Júlio Tavares | Stade de la Réunification, Douala (Kameroen) Toeschouwers: 0 Scheidsrechter: Peter Waweru (KEN) |

|                                                                               |                   |       |                                                  |                                                                                               |
| 7 september WK 2022 kwalificatie Groep C «onderlinge duels» 15:00 uur (UTC−1) | Kaapverdië        | 1 – 2 | Nigeria                                          | Estádio Municipal Aderito Sena, Mindelo Toeschouwers: 500 Scheidsrechter: Samir Guezzaz (MAR) |
| 7 september WK 2022 kwalificatie Groep C «onderlinge duels» 15:00 uur (UTC−1) | Dylan Tavares 19' |       | 30' Victor Osimhen 76' (e.d.) Kenny Rocha Santos | Estádio Municipal Aderito Sena, Mindelo Toeschouwers: 500 Scheidsrechter: Samir Guezzaz (MAR) |

|                                                                           |                       |       |                                           |                                                                                         |
| 7 oktober WK 2022 kwalificatie Groep C «onderlinge duels» 13:00 uur (UTC) | Liberia               | 1 – 2 | Kaapverdië                                | Accra Sports Stadium, Accra (Ghana) Toeschouwers: 0 Scheidsrechter: Jean Ouattara (BUR) |
| 7 oktober WK 2022 kwalificatie Groep C «onderlinge duels» 13:00 uur (UTC) | Van-Dave Harmon 45+3' |       | 52' Jamiro Monteiro 90+2' Garry Rodrigues | Accra Sports Stadium, Accra (Ghana) Toeschouwers: 0 Scheidsrechter: Jean Ouattara (BUR) |

|                                                                              |                 |       |         | |
| 10 oktober WK 2022 kwalificatie Groep C «onderlinge duels» 15:00 uur (UTC−1) | Kaapverdië      | 1 – 0 | Liberia | Estádio Municipal Aderito Sena, Mindelo Toeschouwers: 2.000 Scheidsrechter: Mohamed Ali Moussa (NIG) |
| 10 oktober WK 2022 kwalificatie Groep C «onderlinge duels» 15:00 uur (UTC−1) | Ryan Mendes 90' |       |         | Estádio Municipal Aderito Sena, Mindelo Toeschouwers: 2.000 Scheidsrechter: Mohamed Ali Moussa (NIG) |

|                                                                               |                               |       |                    | |
| 13 november WK 2022 kwalificatie Groep C «onderlinge duels» 15:00 uur (UTC−1) | Kaapverdië                    | 2 – 1 | Centr.-Afrik. Rep. | Estádio Municipal Aderito Sena, Mindelo Toeschouwers: 3.000 Scheidsrechter: Daniel Nii Ayi Laryea (GHA) |
| 13 november WK 2022 kwalificatie Groep C «onderlinge duels» 15:00 uur (UTC−1) | Júlio Tavares 51' Stopira 75' |       | 11' Isaac Ngoma    | Estádio Municipal Aderito Sena, Mindelo Toeschouwers: 3.000 Scheidsrechter: Daniel Nii Ayi Laryea (GHA) |

|                                                                               |                   |       |            |                                                                                         |
| 16 november WK 2022 kwalificatie Groep C «onderlinge duels» 17:00 uur (UTC+1) | Nigeria           | 1 – 1 | Kaapverdië | Teslim Balogunstadion, Lagos Toeschouwers: 8.000 Scheidsrechter: Mustapha Ghorbal (ALG) |
| 16 november WK 2022 kwalificatie Groep C «onderlinge duels» 17:00 uur (UTC+1) | Victor Osimhen 1' |       | 5' Stopira | Teslim Balogunstadion, Lagos Toeschouwers: 8.000 Scheidsrechter: Mustapha Ghorbal (ALG) |

### 2022
| Afrikaans kampioenschap voetbal 2021 |
| ------------------------------------ |

|                                                                   |          |                     |            | |
| 9 januari Afrika Cup Groep A «onderlinge duels» 20:00 uur (UTC+1) | Ethiopië | 0 – 1               | Kaapverdië | Olembestadion, Yaoundé Toeschouwers: 6.033 Scheidsrechter: Hélder Martins de Carvalho (ANG) Video-assistent: Haythem Guirat (TUN) |
| 9 januari Afrika Cup Groep A «onderlinge duels» 20:00 uur (UTC+1) |          | 45+1' Júlio Tavares |            | Olembestadion, Yaoundé Toeschouwers: 6.033 Scheidsrechter: Hélder Martins de Carvalho (ANG) Video-assistent: Haythem Guirat (TUN) |

|                                                                    |            |                   |              | |
| 13 januari Afrika Cup Groep A «onderlinge duels» 20:00 uur (UTC+1) | Kaapverdië | 0 – 1             | Burkina Faso | Olembestadion, Yaoundé Toeschouwers: 8.922 Scheidsrechter: Amin Omar (EGY) Video-assistent: Mahmoud Mohamed (EGY) |
| 13 januari Afrika Cup Groep A «onderlinge duels» 20:00 uur (UTC+1) |            | 39' Hassane Bandé |              | Olembestadion, Yaoundé Toeschouwers: 8.922 Scheidsrechter: Amin Omar (EGY) Video-assistent: Mahmoud Mohamed (EGY) |

|                                                                    |                            |       |                       | |
| 17 januari Afrika Cup Groep A «onderlinge duels» 17:00 uur (UTC+1) | Kaapverdië                 | 1 – 1 | Kameroen              | Olembestadion, Yaoundé Toeschouwers: 45.444 Scheidsrechter: Sadok Selmi (TUN) Video-assistent: Haythem Guirat (TUN) |
| 17 januari Afrika Cup Groep A «onderlinge duels» 17:00 uur (UTC+1) | Garry Mendes Rodrigues 53' |       | 39' Vincent Aboubakar | Olembestadion, Yaoundé Toeschouwers: 45.444 Scheidsrechter: Sadok Selmi (TUN) Video-assistent: Haythem Guirat (TUN) |

|                                                                           |                                  |       |            | |
| 25 januari Afrika Cup Achtste finale «onderlinge duels» 17:00 uur (UTC+1) | Senegal                          | 2 – 0 | Kaapverdië | Kouekongstadion, Bafoussam Scheidsrechter: Lahlou Benbraham (ALG) Video-assistent: Mehdi Abid Charef (ALG) |
| 25 januari Afrika Cup Achtste finale «onderlinge duels» 17:00 uur (UTC+1) | Sadio Mané 63' Bamba Dieng 90+2' |       |            | Kouekongstadion, Bafoussam Scheidsrechter: Lahlou Benbraham (ALG) Video-assistent: Mehdi Abid Charef (ALG) |

|  |  |  |  |  |  |  |  |  |

|                                              |            |                            |            |                                                                 |
| 23 maart Vriendschappelijk 20:00 uur (UTC+1) | Guadeloupe | 0 – 2                      | Kaapverdië | Stade de la Source, Orléans Scheidsrechter: Olivier Thual (FRA) |
| 23 maart Vriendschappelijk 20:00 uur (UTC+1) |            | 13' Jovane Cabral 50' Bebé |            | Stade de la Source, Orléans Scheidsrechter: Olivier Thual (FRA) |

|                                                                 |               |                                                                                                  |            |                                                                      |
| 25 maart Vriendschappelijk «onderlinge duels» 17:00 uur (UTC+1) | Liechtenstein | 0 – 6                                                                                            | Kaapverdië | Pinatar Arena, San Pedro del Pinatar Scheidsrechter: Dario Bel (CRO) |
| 25 maart Vriendschappelijk «onderlinge duels» 17:00 uur (UTC+1) |               | 18' Gilson Tavares 34' Lisandro Semedo 38' Gilson Tavares 45+1' Gilson Tavares 73' Bebé 83' Bebé |            | Pinatar Arena, San Pedro del Pinatar Scheidsrechter: Dario Bel (CRO) |

|                                                                 |            |                                     |            |                                                                                       |
| 28 maart Vriendschappelijk «onderlinge duels» 17:00 uur (UTC+2) | San Marino | 0 – 2                               | Kaapverdië | Pinatar Arena, San Pedro del Pinatar Scheidsrechter: Guillermo Cuadra Fernández (ESP) |
| 28 maart Vriendschappelijk «onderlinge duels» 17:00 uur (UTC+2) |            | 18' Kenny Rocha Santos 57' Papalélé |            | Pinatar Arena, San Pedro del Pinatar Scheidsrechter: Guillermo Cuadra Fernández (ESP) |

|                                                                          |                                      |       |            |                                                                                     |
| 3 juni AK 2023 kwalificatie Groep B «onderlinge duels» 20:00 uur (UTC+1) | Burkina Faso                         | 2 – 0 | Kaapverdië | Stade de Marrakech, Marrakesh (Marokko) Scheidsrechter: Daniel Nii Ayi Laryea (GHA) |
| 3 juni AK 2023 kwalificatie Groep B «onderlinge duels» 20:00 uur (UTC+1) | Hassane Bandé 58' Dango Ouattara 88' |       |            | Stade de Marrakech, Marrakesh (Marokko) Scheidsrechter: Daniel Nii Ayi Laryea (GHA) |

|                                                                          |                                         |       |      |                                                                            |
| 7 juni AK 2023 kwalificatie Groep B «onderlinge duels» 17:00 uur (UTC+1) | Kaapverdië                              | 2 – 0 | Togo | Stade de Marrakech, Marrakesh (Marokko) Scheidsrechter: Mehrez Malki (TUN) |
| 7 juni AK 2023 kwalificatie Groep B «onderlinge duels» 17:00 uur (UTC+1) | Júlio Tavares 10' Jamiro Monteiro 90+4' |       |      | Stade de Marrakech, Marrakesh (Marokko) Scheidsrechter: Mehrez Malki (TUN) |

|                                                                |                          |       |            |                                                                                         |
| 11 juni Vriendschappelijk «onderlinge duels» 19:30 uur (UTC−4) | Ecuador                  | 1 – 0 | Kaapverdië | DRV PNK Stadium, Fort Lauderdale Toeschouwers: 4.950 Scheidsrechter: Moeth Gaymes (VIN) |
| 11 juni Vriendschappelijk «onderlinge duels» 19:30 uur (UTC−4) | Jordy Caicedo 38' (pen.) |       |            | DRV PNK Stadium, Fort Lauderdale Toeschouwers: 4.950 Scheidsrechter: Moeth Gaymes (VIN) |

|                                                                     |                      |       |                                               |                                                                    |
| 23 september Vriendschappelijk «onderlinge duels» 18:30 uur (UTC+3) | Bahrein              | 1 – 2 | Kaapverdië                                    | Bahrain National Stadium, Riffa Scheidsrechter: Ahmed Al-Kaf (OMA) |
| 23 september Vriendschappelijk «onderlinge duels» 18:30 uur (UTC+3) | Ali Haram 29' (pen.) |       | 12' (e.d.) Mohamed Al-Romaihi 55' Ryan Mendes | Bahrain National Stadium, Riffa Scheidsrechter: Ahmed Al-Kaf (OMA) |

### 2023
|                                                                            |            |       |           |                                                                                |
| 24 maart AK 2023 kwalificatie Groep B «onderlinge duels» 15:00 uur (UTC−1) | Kaapverdië | 0 – 0 | Swaziland | Estádio Nacional de Cabo Verde, Praia Scheidsrechter: Charles Benle Bulu (GHA) |
| 24 maart AK 2023 kwalificatie Groep B «onderlinge duels» 15:00 uur (UTC−1) |            |       |           | Estádio Nacional de Cabo Verde, Praia Scheidsrechter: Charles Benle Bulu (GHA) |

|                                                                            |           |                 |            |                                                                                   |
| 28 maart AK 2023 kwalificatie Groep B «onderlinge duels» 15:00 uur (UTC+2) | Swaziland | 0 – 1           | Kaapverdië | Mbombelastadion, Mbombela (Zuid-Afrika) Scheidsrechter: Jean Claude Ishimwe (RWA) |
| 28 maart AK 2023 kwalificatie Groep B «onderlinge duels» 15:00 uur (UTC+2) |           | 56' Ryan Mendes |            | Mbombelastadion, Mbombela (Zuid-Afrika) Scheidsrechter: Jean Claude Ishimwe (RWA) |

|                                                                |         |       |            |                                                                                         |
| 12 juni Vriendschappelijk «onderlinge duels» 20:00 uur (UTC+1) | Marokko | 0 – 0 | Kaapverdië | Stade Moulay Abdallah, Rabat Toeschouwers: 55.500 Scheidsrechter: Mahamadou Kéïta (MLI) |
| 12 juni Vriendschappelijk «onderlinge duels» 20:00 uur (UTC+1) |         |       |            | Stade Moulay Abdallah, Rabat Toeschouwers: 55.500 Scheidsrechter: Mahamadou Kéïta (MLI) |

|                                                                           |                                            |       |                     |                                                                            |
| 18 juni AK 2023 kwalificatie Groep B «onderlinge duels» 15:00 uur (UTC−1) | Kaapverdië                                 | 3 – 1 | Burkina Faso        | Estádio Nacional de Cabo Verde, Praia Scheidsrechter: Haythem Guirat (TUN) |
| 18 juni AK 2023 kwalificatie Groep B «onderlinge duels» 15:00 uur (UTC−1) | Bebé 7' João Paulo Fernandes 67' Clé 90+4' |       | 45+3' Issoufou Dayo | Estádio Nacional de Cabo Verde, Praia Scheidsrechter: Haythem Guirat (TUN) |

|                                                                              |                                                             |       |                                  |                                                          |
| 10 september AK 2023 kwalificatie Groep B «onderlinge duels» 16:00 uur (UTC) | Togo                                                        | 3 – 2 | Kaapverdië                       | Stade de Kégué, Lomé Scheidsrechter: Ibrahim Mutaz (LBA) |
| 10 september AK 2023 kwalificatie Groep B «onderlinge duels» 16:00 uur (UTC) | Kévin Denkey 40' (pen.) Kévin Denkey 77' Abdou Ouattara 87' |       | 4' Kevin Pina 20' Gilson Tavares | Stade de Kégué, Lomé Scheidsrechter: Ibrahim Mutaz (LBA) |

|                                                                   | |       |            |                                                                        |
| 12 oktober Vriendschappelijk «onderlinge duels» 20:00 uur (UTC+1) | Algerije                                                                                           | 5 – 1 | Kaapverdië | Stade Mohamed Hamlaoui, Constantine Scheidsrechter: Mehrez Melki (TUN) |
| 12 oktober Vriendschappelijk «onderlinge duels» 20:00 uur (UTC+1) | Mohamed Amoura 12' Houssem Aouar 39' Houssem Aouar 41' Ramiz Zerrouki 61' Islam Slimani 89' (pen.) |       | 55' Bebé   | Stade Mohamed Hamlaoui, Constantine Scheidsrechter: Mehrez Melki (TUN) |

|                                                                   |                       |       |                                                 |                                                             |
| 17 oktober Vriendschappelijk «onderlinge duels» 15:00 uur (UTC+2) | Kaapverdië            | 1 – 2 | Comoren                                         | Stade Parsemain, Istres Scheidsrechter: Jason Barcelo (GIB) |
| 17 oktober Vriendschappelijk «onderlinge duels» 15:00 uur (UTC+2) | Kenny Rocha Santos 5' |       | 48' Younes Almihdhoiri 86' (pen.) Adel Mahamoud | Stade Parsemain, Istres Scheidsrechter: Jason Barcelo (GIB) |

|                                                                               |            |       |        |                                                                           |
| 16 november WK 2026 kwalificatie Groep D «onderlinge duels» 18:00 uur (UTC−1) | Kaapverdië | 0 – 0 | Angola | Estádio Nacional de Cabo Verde, Praia Scheidsrechter: Youcef Gamouh (ALG) |
| 16 november WK 2026 kwalificatie Groep D «onderlinge duels» 18:00 uur (UTC−1) |            |       |        | Estádio Nacional de Cabo Verde, Praia Scheidsrechter: Youcef Gamouh (ALG) |

|                                                                               |           |                                     |            | |
| 21 november WK 2026 kwalificatie Groep D «onderlinge duels» 15:00 uur (UTC+2) | Swaziland | 0 – 2                               | Kaapverdië | Mbombelastadion, Mbombela (Zuid-Afrika) Toeschouwers: 250 Scheidsrechter: Sabri Mohamed Fadul (SUD) |
| 21 november WK 2026 kwalificatie Groep D «onderlinge duels» 15:00 uur (UTC+2) |           | 17' Ryan Mendes 38' Jamiro Monteiro |            | Mbombelastadion, Mbombela (Zuid-Afrika) Toeschouwers: 250 Scheidsrechter: Sabri Mohamed Fadul (SUD) |

### 2024
|                                                                   |                                      |       |            |                                                                             |
| 10 januari Vriendschappelijk «onderlinge duels» 18:30 uur (UTC+1) | Tunesië                              | 2 – 0 | Kaapverdië | Stade Olympique Hammadi Agrebi, Radès Scheidsrechter: Nabil Boukhalfa (ALG) |
| 10 januari Vriendschappelijk «onderlinge duels» 18:30 uur (UTC+1) | Elias Achouri 12' Youssef Msakni 53' |       |            | Stade Olympique Hammadi Agrebi, Radès Scheidsrechter: Nabil Boukhalfa (ALG) |

| Afrikaans kampioenschap voetbal 2023 |
| ------------------------------------ |

|                                                                  |                     |       |                                                  | |
| 14 januari Afrika Cup Groep B «onderlinge duels» 20:00 uur (UTC) | Ghana               | 1 – 2 | Kaapverdië                                       | Stade Félix Houphouët-Boigny, Abidjan Toeschouwers: 11.943 Scheidsrechter: Jean Ngambo (COD) Video-assistent: Mustapha Ghorbal (ALG) |
| 14 januari Afrika Cup Groep B «onderlinge duels» 20:00 uur (UTC) | Alexander Djiku 56' |       | 17' Jamiro Monteiro 90+2' Garry Mendes Rodrigues | Stade Félix Houphouët-Boigny, Abidjan Toeschouwers: 11.943 Scheidsrechter: Jean Ngambo (COD) Video-assistent: Mustapha Ghorbal (ALG) |

|                                                                  |                                         |       |            | |
| 19 januari Afrika Cup Groep B «onderlinge duels» 14:00 uur (UTC) | Kaapverdië                              | 3 – 0 | Mozambique | Stade Félix Houphouët-Boigny, Abidjan Toeschouwers: 5.794 Scheidsrechter: Samir Guezzaz (MAR) Video-assistent: Redouane Jiyed (MAR) |
| 19 januari Afrika Cup Groep B «onderlinge duels» 14:00 uur (UTC) | Bebé 32' Ryan Mendes 51' Kevin Pina 69' |       |            | Stade Félix Houphouët-Boigny, Abidjan Toeschouwers: 5.794 Scheidsrechter: Samir Guezzaz (MAR) Video-assistent: Redouane Jiyed (MAR) |

|                                                                  |                                           |       |                                     | |
| 22 januari Afrika Cup Groep B «onderlinge duels» 20:00 uur (UTC) | Kaapverdië                                | 2 – 2 | Egypte                              | Stade Félix Houphouët-Boigny, Abidjan Toeschouwers: 15.650 Scheidsrechter: Alhadi Allaou Mahamat (TCD) Video-assistent: Abongile Tom (ZAF) |
| 22 januari Afrika Cup Groep B «onderlinge duels» 20:00 uur (UTC) | Gilson Tavares 45+1' Bryan Teixeira 90+9' |       | 50' Trézéguet 90+3' Mostafa Mohamed | Stade Félix Houphouët-Boigny, Abidjan Toeschouwers: 15.650 Scheidsrechter: Alhadi Allaou Mahamat (TCD) Video-assistent: Abongile Tom (ZAF) |

|                                                                         |                        |       |            | |
| 29 januari Afrika Cup Achtste finale «onderlinge duels» 17:00 uur (UTC) | Kaapverdië             | 1 – 0 | Mauritanië | Stade Félix Houphouët-Boigny, Abidjan Toeschouwers: 16.088 Scheidsrechter: Mohamed Adel (EGY) Video-assistent: Maria Rivet (MRI) |
| 29 januari Afrika Cup Achtste finale «onderlinge duels» 17:00 uur (UTC) | Ryan Mendes 88' (pen.) |       |            | Stade Félix Houphouët-Boigny, Abidjan Toeschouwers: 16.088 Scheidsrechter: Mohamed Adel (EGY) Video-assistent: Maria Rivet (MRI) |

|                                                                      |                                                               |              |                                                           | |
| 3 februari Afrika Cup Kwartfinale «onderlinge duels» 20:00 uur (UTC) | Kaapverdië                                                    | 0 – 0 (n.v.) | Zuid-Afrika                                               | Stade de Yamoussoukro, Yamoussoukro Toeschouwers: 12.162 Scheidsrechter: Jean Ngambo (COD) Video-assistent: Mahmoud Ashour (EGY) |
| 3 februari Afrika Cup Kwartfinale «onderlinge duels» 20:00 uur (UTC) |                                                               |              |                                                           | Stade de Yamoussoukro, Yamoussoukro Toeschouwers: 12.162 Scheidsrechter: Jean Ngambo (COD) Video-assistent: Mahmoud Ashour (EGY) |
| 3 februari Afrika Cup Kwartfinale «onderlinge duels» 20:00 uur (UTC) | Strafschoppen                                                 |              |                                                           | Stade de Yamoussoukro, Yamoussoukro Toeschouwers: 12.162 Scheidsrechter: Jean Ngambo (COD) Video-assistent: Mahmoud Ashour (EGY) |
| 3 februari Afrika Cup Kwartfinale «onderlinge duels» 20:00 uur (UTC) | Bebé Willy Semedo Laros Duarte Bryan Teixeira Patrick Andrade | 1 – 2        | Teboho Mokoena Zakhele Lepasa Aubrey Modiba Mothobi Mvala | Stade de Yamoussoukro, Yamoussoukro Toeschouwers: 12.162 Scheidsrechter: Jean Ngambo (COD) Video-assistent: Mahmoud Ashour (EGY) |

|  |  |  |  |  |  |  |  |  |

|                                                                                  |                |       |        |                                                                                 |
| 21 maart Vriendschappelijk FIFA Series 2024 «onderlinge duels» 22:00 uur (UTC+3) | Kaapverdië     | 1 – 0 | Guyana | Prins Abdullah al-Faisalstadion, Jeddah Scheidsrechter: Shukri Al-Hunfush (KSA) |
| 21 maart Vriendschappelijk FIFA Series 2024 «onderlinge duels» 22:00 uur (UTC+3) | Ryan Mendes 2' |       |        | Prins Abdullah al-Faisalstadion, Jeddah Scheidsrechter: Shukri Al-Hunfush (KSA) |

|                                                                                  |                   |       |                    |                                                                                    |
| 25 maart Vriendschappelijk FIFA Series 2024 «onderlinge duels» 22:00 uur (UTC+3) | Kaapverdië        | 1 – 0 | Equatoriaal-Guinea | Prins Abdullah al-Faisalstadion, Jeddah Scheidsrechter: Qasim Matar Al-Hatmi (OMA) |
| 25 maart Vriendschappelijk FIFA Series 2024 «onderlinge duels» 22:00 uur (UTC+3) | Jovane Cabral 64' |       |                    | Prins Abdullah al-Faisalstadion, Jeddah Scheidsrechter: Qasim Matar Al-Hatmi (OMA) |

|                                                                          |                                                                                               |       |                     |                                                                       |
| 8 juni WK 2026 kwalificatie Groep D «onderlinge duels» 17:00 uur (UTC+1) | Kameroen                                                                                      | 4 – 1 | Kaapverdië          | Ahmadou Ahidjostadion, Yaoundé Scheidsrechter: Mustapha Ghorbal (ALG) |
| 8 juni WK 2026 kwalificatie Groep D «onderlinge duels» 17:00 uur (UTC+1) | Michael Ngadeu-Ngadjui 13' Vincent Aboubakar 25' Vincent Aboubakar 44' (pen.) Nouhou Tolo 54' |       | 37' Jamiro Monteiro | Ahmadou Ahidjostadion, Yaoundé Scheidsrechter: Mustapha Ghorbal (ALG) |

|                                                                           |            |       |       |                                                                                    |
| 11 juni WK 2026 kwalificatie Groep D «onderlinge duels» 15:00 uur (UTC−1) | Kaapverdië | 1 – 0 | Libië | Estádio Nacional de Cabo Verde, Praia Scheidsrechter: Ibrahim Kalilou Traore (CIV) |
| 11 juni WK 2026 kwalificatie Groep D «onderlinge duels» 15:00 uur (UTC−1) | Diney 10'  |       |       | Estádio Nacional de Cabo Verde, Praia Scheidsrechter: Ibrahim Kalilou Traore (CIV) |

|                                                                               |                                                     |       |            |                                                                             |
| 6 september AK 2025 kwalificatie Groep C «onderlinge duels» 22:00 uur (UTC+3) | Egypte                                              | 3 – 0 | Kaapverdië | Cairostadion, Caïro Toeschouwers: 10.000 Scheidsrechter: Abongile Tom (ZAF) |
| 6 september AK 2025 kwalificatie Groep C «onderlinge duels» 22:00 uur (UTC+3) | Ramy Rabia 23' Omar Marmoush 45+1' Ibrahim Adel 70' |       |            | Cairostadion, Caïro Toeschouwers: 10.000 Scheidsrechter: Abongile Tom (ZAF) |

|                                                                                |                                        |       |            |                                                                           |
| 10 september AK 2025 kwalificatie Groep C «onderlinge duels» 18:00 uur (UTC−1) | Kaapverdië                             | 2 – 0 | Mauritanië | Estádio Nacional de Cabo Verde, Praia Scheidsrechter: Mutaz Ibrahim (LBA) |
| 10 september AK 2025 kwalificatie Groep C «onderlinge duels» 18:00 uur (UTC−1) | Ryan Mendes 28' (pen.) Ryan Mendes 75' |       |            | Estádio Nacional de Cabo Verde, Praia Scheidsrechter: Mutaz Ibrahim (LBA) |

|                                                                              |            |                      |          |                                                                           |
| 10 oktober AK 2025 kwalificatie Groep C «onderlinge duels» 15:00 uur (UTC−1) | Kaapverdië | 0 – 1                | Botswana | Estádio Nacional de Cabo Verde, Praia Scheidsrechter: Samir Guezzaz (MAR) |
| 10 oktober AK 2025 kwalificatie Groep C «onderlinge duels» 15:00 uur (UTC−1) |            | 2' Tumisang Orebonye |          | Estádio Nacional de Cabo Verde, Praia Scheidsrechter: Samir Guezzaz (MAR) |

|                                                                              |                     |       |            |                                                                                                  |
| 15 oktober AK 2025 kwalificatie Groep C «onderlinge duels» 18:00 uur (UTC+2) | Botswana            | 1 – 0 | Kaapverdië | Obed Itani Chilumestadion, Francistown Toeschouwers: 8.000 Scheidsrechter: Messie Nkounkou (CGO) |
| 15 oktober AK 2025 kwalificatie Groep C «onderlinge duels» 18:00 uur (UTC+2) | Thabang Sesinyi 52' |       |            | Obed Itani Chilumestadion, Francistown Toeschouwers: 8.000 Scheidsrechter: Messie Nkounkou (CGO) |

|                                                                               |                        |       |                   |                                                                                        |
| 15 november AK 2025 kwalificatie Groep C «onderlinge duels» 14:00 uur (UTC−1) | Kaapverdië             | 1 – 1 | Egypte            | Estádio Nacional de Cabo Verde, Praia Scheidsrechter: Djindo Louis Houngnandande (BEN) |
| 15 november AK 2025 kwalificatie Groep C «onderlinge duels» 14:00 uur (UTC−1) | Ryan Mendes 63' (pen.) |       | 31' Taher Mohamed | Estádio Nacional de Cabo Verde, Praia Scheidsrechter: Djindo Louis Houngnandande (BEN) |

|                                                                             |                       |       |            |                                                                               |
| 19 november AK 2025 kwalificatie Groep C «onderlinge duels» 15:00 uur (UTC) | Mauritanië            | 1 – 0 | Kaapverdië | Stade Cheikha Ould Boïdiya, Nouakchott Scheidsrechter: Lahlou Benbraham (ALG) |
| 19 november AK 2025 kwalificatie Groep C «onderlinge duels» 15:00 uur (UTC) | Mouhamed Soueid 45+4' |       |            | Stade Cheikha Ould Boïdiya, Nouakchott Scheidsrechter: Lahlou Benbraham (ALG) |

### 2025
|                                                                            |                    |       |           |                                                                                    |
| 20 maart WK 2026 kwalificatie Groep D «onderlinge duels» 15:00 uur (UTC−1) | Kaapverdië         | 1 – 0 | Mauritius | Estádio Nacional de Cabo Verde, Praia Scheidsrechter: Yannick Malala Kabanga (COD) |
| 20 maart WK 2026 kwalificatie Groep D «onderlinge duels» 15:00 uur (UTC−1) | Yannick Semedo 84' |       |           | Estádio Nacional de Cabo Verde, Praia Scheidsrechter: Yannick Malala Kabanga (COD) |

|                                                                            |                 |       |                                               |                                                                       |
| 25 maart WK 2026 kwalificatie Groep D «onderlinge duels» 17:00 uur (UTC+1) | Angola          | 1 – 2 | Kaapverdië                                    | Estádio 11 de Novembro, Luanda Scheidsrechter: Mustapha Ghorbal (ALG) |
| 25 maart WK 2026 kwalificatie Groep D «onderlinge duels» 17:00 uur (UTC+1) | Gelson Dala 50' |       | 45+2' Dailon Livramento 63' Dailon Livramento | Estádio 11 de Novembro, Luanda Scheidsrechter: Mustapha Ghorbal (ALG) |

|                                                            |         |   |            |                                                                              |
| 8 juni Vriendschappelijk «onderlinge duels» n.n.b. (UTC+4) | Georgië | – | Kaapverdië | Ramaz Sjengeliastadion, Koetaisi Toeschouwers: n.n.b. Scheidsrechter: n.n.b. |
| 8 juni Vriendschappelijk «onderlinge duels» n.n.b. (UTC+4) |         |   |            | Ramaz Sjengeliastadion, Koetaisi Toeschouwers: n.n.b. Scheidsrechter: n.n.b. |

|                                                                          |           |   |            |                                                    |
| september WK 2026 kwalificatie Groep G «onderlinge duels» n.n.b. (UTC+4) | Mauritius | – | Kaapverdië | n.n.b. Toeschouwers: n.n.b. Scheidsrechter: n.n.b. |
| september WK 2026 kwalificatie Groep G «onderlinge duels» n.n.b. (UTC+4) |           |   |            | n.n.b. Toeschouwers: n.n.b. Scheidsrechter: n.n.b. |

|                                                                          |            |   |          |                                                    |
| september WK 2026 kwalificatie Groep G «onderlinge duels» n.n.b. (UTC−1) | Kaapverdië | – | Kameroen | n.n.b. Toeschouwers: n.n.b. Scheidsrechter: n.n.b. |
| september WK 2026 kwalificatie Groep G «onderlinge duels» n.n.b. (UTC−1) |            |   |          | n.n.b. Toeschouwers: n.n.b. Scheidsrechter: n.n.b. |

|                                                                        |       |   |            |                                                    |
| oktober WK 2026 kwalificatie Groep G «onderlinge duels» n.n.b. (UTC+2) | Libië | – | Kaapverdië | n.n.b. Toeschouwers: n.n.b. Scheidsrechter: n.n.b. |
| oktober WK 2026 kwalificatie Groep G «onderlinge duels» n.n.b. (UTC+2) |       |   |            | n.n.b. Toeschouwers: n.n.b. Scheidsrechter: n.n.b. |

|                                                                        |            |   |           |                                                    |
| oktober WK 2026 kwalificatie Groep G «onderlinge duels» n.n.b. (UTC−1) | Kaapverdië | – | Swaziland | n.n.b. Toeschouwers: n.n.b. Scheidsrechter: n.n.b. |
| oktober WK 2026 kwalificatie Groep G «onderlinge duels» n.n.b. (UTC−1) |            |   |           | n.n.b. Toeschouwers: n.n.b. Scheidsrechter: n.n.b. |

FCF · A-internationals · Selecties · Bondscoaches · Kaapverdisch vrouwenelftal · Kaapverdië U21 · Kaapverdië U20 · Kaapverdië U19 · Kaapverdië U18 · Kaapverdië U17
1979 – 1989 · 
1990 – 1999 · 
2000 – 2009 · 
2010 – 2019 ·
2020 − 2029
1979 · 
1980 · 
1981 · 
1982 · 
1983 · 
1984 · 
1985 · 
1986 · 
1987 · 
1988 · 
1989 · 
1990 · 
1991 · 
1992 · 
1993 · 1993 · 
1995 · 
1996 · 
1997 · 
1998 · 
1999 · 
2000 · 
2001 · 
2002 · 
2003 · 
2004 · 
2005 · 
2006 · 
2007 · 
2008 · 
2009 · 
2010 · 
2011 · 
2012 · 
2013 · 
2014 · 
2015 · 
2016 · 
2017 · 
2018 ·
2019 ·
2020 ·
2021 ·
2022 ·
2023 ·
2024
Algerije ·
Andorra ·
Angola ·
Bahrein ·
Botswana ·
Burkina Faso ·
Centraal-Afrikaanse Republiek ·
Comoren ·
Congo-Brazzaville ·
Congo-Kinshasa ·
Ecuador ·
Egypte ·
Equatoriaal-Guinea ·
Ethiopië ·
Gabon ·
Gambia ·
Ghana ·
Guinee ·
Guinee-Bissau ·
Guyana ·
Kameroen ·
Kenia ·
Lesotho ·
Liberia ·
Libië ·
Liechtenstein ·
Luxemburg ·
Madagaskar ·
Mali ·
Malta ·
Marokko ·
Mauritanië ·
Mauritius ·
Mozambique ·
Niger ·
Nigeria ·
Oeganda ·
Portugal ·
Rwanda ·
Sao Tomé en Principe ·
San Marino ·
Senegal ·
Sierra Leone ·
Swaziland ·
Tanzania ·
Togo ·
Tunesië ·
Zambia ·
Zimbabwe ·
Zuid-Afrika
CONMEBOL: Argentinië · Bolivia · Brazilië · Chili · Colombia · Ecuador · Paraguay · Peru · Uruguay · Venezuela

UEFA: Albanië · Andorra · Armenië · Azerbeidzjan · België · Bosnië en Herzegovina · Bulgarije · Cyprus · Denemarken · Duitsland · Engeland · Estland · Faeröer · Finland · Frankrijk · Georgië · Gibraltar · Griekenland · Hongarije · IJsland · Ierland · Israël · Italië · Kazachstan · Kosovo · Kroatië · Letland · Liechtenstein · Litouwen · Luxemburg · Malta · Moldavië · Montenegro · Nederland · Noord-Ierland · Noord-Macedonië · Noorwegen · Oekraïne · Oostenrijk · Polen · Portugal · Roemenië · Rusland · San Marino · Schotland · Servië · Slovenië · Slowakije · Spanje · Tsjechië · Turkije · Wales · Wit-Rusland · Zweden · Zwitserland

AFC: Australië · China · Irak · Iran · Japan · Libanon · Oezbekistan · Oman · Qatar · Saoedi-Arabië · Syrië · Verenigde Arabische Emiraten · Vietnam · Zuid-Korea

CAF: Algerije · Burkina Faso · Congo-Kinshasa · Egypte · Ghana · Ivoorkust · Kaapverdië · Kameroen · Mali · Marokko · Nigeria · Senegal · Tunesië · Zuid-Afrika

CONCACAF: Canada · Costa Rica · Curaçao · El Salvador · Honduras · Jamaica · Mexico · Panama · Suriname · Verenigde Staten

OFC: Nieuw-Zeeland